# 161715 Wenchuan
161715 Wenchuan è un asteroide della fascia principale. Scoperto nel 2006, presenta un'orbita caratterizzata da un semiasse maggiore pari a 2,5530684 UA e da un'eccentricità di 0,1577528, inclinata di 3,56533° rispetto all'eclittica.